# Illes Hermite
Les illes Hermite són un arxipèlag de Xile que formen part del gran arxipèlag de Terra del Foc, localitzat a l'extrem meridional d'Amèrica del Sud. Administrativament pertanyen a la comuna de cap d'Hornos, a la província de l'Antàrtida Xilena, la capital de la qual és Puerto Williams i a la Regió de Magallanes i de l'Antàrtica Xilena. En aquestes illes està el conegut cap d'Hornos, que es troba a l'illa d'Hornos.
Foren anomenades en honor de l'almirall holandès Jacques L'Hermite (1582-1624).
La part de les illes Hermite ubicada a l'orient del meridià del cap d'Hornos (illa Deceit i sector oriental de les illes Herschel i Hornos) fou reclamada per l'Argentina com a part del conflicte del Beagle fins a la resolució de la disputa el 1984 amb la signatura del Tractat de Pau i Amistat. Com a llegat de la disputa han quedat camps sembrats amb mines antipersones instal·lades per l'Armada de Xile: un a l'illa d'Hornos, dos a l'illa Deceit i un més a l'illa Freycinet.

## Geografia
L'arxipèlag comprèn les següents illes:
- Illa Hermite: l'illa principal de l'arxipèlag, situada a l'extrem nord-oest.[5]
- Illa Jerdan, una petita illa a l'est d'Hermite, a la part centre-nord.
- Illa Herschel: a l'est de Jerdan, a la part central.
- Illa Deceit: la més oriental.
- Illa d'Hornos: la més meridional, coneguda pel cap d'Hornos.
- Illa Hall: una petita illa a la part centre-sud.
- Illots de Maxwell, Saddle, Chanticleer i Arrecife.

L'illa Deceit s'estén al sud-est pel cap Deceit i acaba en una sèrie d'illots i penyasegats anomenats els illots Deceit, però també coneguts com "Les dents" o "Les urpes de Deceit". Aquests illos Deceit, tot i que són menys meridionals que el cap d'Hornos, són sovint més impressionants per als mariners, sobretot amb forts vents i mar violenta.
Al nord es troben les illes Wollaston, separades pel canal Franklin, la proximitat del qual fa que sigui difícil de distingir els arxipèlags. L'illa Herschel està separada de l'illa Deceit per la badia Arquistade, que s'inclou al passatge mar del sud, una de les portes de sortida del passatge de Drake. L'illa Hermite està seprada de l'illa Herschel per la badia de San Francisco.